# 京旗外三营
京旗外三营指的是圆明园护卫营、香山健锐营和蓝靛厂外火器营。这几个旗营陆续兴建于清代中期，尤其特殊的政治和军事需要，它们均设在北京城外的西北郊今海淀区内，故称为京旗外三营，与京城八旗相对应。